# 한기원
한기원(1987년 12월 30일~)은 대한민국의 배우이자 모델이다. 2006년에 연극배우로 처음 데뷔를 했고, 2013년에 SBS TV 드라마 《대풍수》의 단역(나호윤 역)을 통해 중도합류하면서 처음으로 브라운관을 탔다.

## 출연 작품

### 연기 활동

#### 연극
- 2006년 《개떡이들》 ... 은을병 역(단역)
- 2007년 《쌍옥적》 ... 조해원 역(단역)

#### 드라마
- 2013년 SBS 수목드라마 《대풍수》 ... 나호윤 역
- 2013년 tvn 목요드라마 《막돼먹은 영애씨 시즌 12》 ... 한기원 역 (특별출연)
- 2013년 SBS 수목드라마 《너의 목소리가 들려》 ... 정필재 역
- 2013년 MBC 주말드라마 《스캔들: 매우 충격적이고 부도덕한 사건》 ... 김중혁 역
- 2013년 KBS 연작단막극 《드라마 스페셜 연작 시리즈 - 사춘기 메들리》 ... 한창석 역
- 2014년 OCN 일요드라마 《신의 퀴즈 4》 ... 홍기준 역
- 2016년 SBS 월화드라마 《대박》 ... 오민섭(사모) 역
- 2017년 SBS 월화드라마 《피고인》 ... 젊은 차선호 역 (엄기준 젊은 시절)
- 2020년 OCN 주말드라마 《번외수사》 ... 김민수 역

### 이외 활동

#### TV 예능
- 2013년 KBS2 《출발 드림팀》 - 게스트